# Ströja
För andra betydelser, se Ströja (olika betydelser).
Ströja är en by i Börje socken, Uppsala kommun, Uppsala län cirka 8 km nordväst om Uppsala. Fram till år 2000 klassade SCB den som en småort. Vid 2015 års småortsavgränsning återfanns här åter en småort.
Byn omtalas första gången 1337 ('in Strøo'), då Olof Johansson (Kolhammarsätten) sålde jord i Ströja till Uppsala domkyrka. Kyrkan köpte 1360 ytterligare jord i byn av Magnus Gislesson. Byn omfattade 1541 tre mantal, ett skatte, ett tillhörigt Uppsala domkyrka och ett frälse. Kyrkohemmanet lades 1542 under domkyrkans jord. Dessutom fanns där från 1548 frälsehemman, som tidigare hade legat öde, och som i samband med reformationen 1533 återbördats av Brita Jönsdotter (Roos) från domkyrkan, dit det donerats av hennes ättlingar.